# Bernolákovo
Bernolákovo este o comună slovacă, aflată în districtul Senec din regiunea Bratislava. Localitatea se află la altitudinea de 141 m deasupra n.m., se întinde pe o suprafață de 28,43 km2 și în 2017 număra 7.255 de locuitori.

## Istoric
Localitatea Bernolákovo este atestată documentar din 1209.

## Demografie
| An:                | 1994 | 2004   | 2014    | 2024    |
| ------------------ | ---- | ------ | ------- | ------- |
| Număr de persoane: | 4461 | 4852   | 6147    | 10.151  |
| Diferență:         |      | +8,76% | +26,69% | +65,13% |

| An:                | 2023 | 2024   |
| ------------------ | ---- | ------ |
| Număr de persoane: | 9896 | 10.151 |
| Diferență:         |      | +2,57% |